# Baraka (film)
Baraka è un film documentario del 1992 diretto da Ron Fricke.
Il regista è stato in precedenza direttore della fotografia in Koyaanisqatsi, il primo film della trilogia qatsi di Godfrey Reggio. Spesso paragonato proprio a Koyaanisqatsi, il soggetto di Baraka ha alcune somiglianze, incluse riprese di panorami, chiese, cerimonie religiose e città nella loro vita quotidiana, con i precedenti lavori svolti in collaborazione con Reggio.

## Titolo
Il titolo, Baraka, è una parola che significa "benedizione" in diverse lingue.

## Sequel
Un seguito di Baraka, Samsara, è uscito nel 2011.

## Produzione
Il film è stato girato in 152 luoghi di 24 paesi: Arabia Saudita, Argentina, Australia, Brasile, Cambogia, Cina, Città del Vaticano, Ecuador, Egitto, Francia, Hong Kong, India, Indonesia, Iran, Israele, Giappone, Kenya, Kuwait, Nepal, Polonia, Tanzania, Thailandia, Turchia, e Stati Uniti. Non contiene dialoghi.

## Luoghi

### Africa

#### Egitto
- Il Cairo
- Necropoli di Giza
- Karnak, Luxor
- Luxor
- Ramesseum

#### Kenya
- Lago Magadi
- Mara Kichwan Tembo Manyatta
- Mara Rianta Manyatta
- Masai Mara

#### Tanzania
- Lago Natron

### America del Nord

#### Stati Uniti

##### Arizona
- American Express, Phoenix
- Canyon de Chelly, Chinle
- Davis-Monthan Air Force Base, Tucson
- Osservatorio di Kitt Peak
- Peabody Coal Mine, Black Mesa
- Phoenix

##### California
- Big Sur
- Los Angeles
- Oakland

##### Hawaii
- Parco nazionale dell'Haleakala, Maui
- Kona
- Maui
- Puʻu ʻŌʻō, Parco nazionale Vulcani delle Hawaii

##### New York
- Empire State Building, Manhattan, New York
- Grand Central Terminal, Manhattan, New York
- Greenhaven Correctional Facility, Greenhaven
- Helmsley Building, Manhattan, New York
- New York
- Stormville
- World Trade Center, Manhattan, New York

##### Altri stati USA
- Parco nazionale di Mesa Verde, Colorado
- Shiprock, Nuovo Messico
- Parco nazionale degli Arches, Moab, Utah
- Parco nazionale delle Canyonlands, Moab, Utah
- Casa Bianca, Washington

### America del Sud

#### Argentina
- Cascate dell'Iguazú, Misiones

#### Brasile
- Carajás Animal Reserve, Pará
- Cascate dell'Iguazú, Paraná
- Ipanema, Rio de Janeiro
- Kayapo-Kradau, Pará
- Porto Velho, Rondônia
- Represa Samuel, Rondônia
- Rio Preto, Minas Gerais
- Rio de Janeiro
- Favela da Rocinha, Rio de Janeiro
- San Paolo, San Paolo

#### Ecuador
- Barrio Mapasingue, Guayaquil
- Caldad Blanca Cementerio
- Galápagos
- Guayaquil

### Asia

#### Cambogia
- Angkor Thom
- Angkor Wat
- Angkor
- Bayon
- Museo del genocidio di Tuol Sleng
- Phnom Penh
- Preah Khan
- Siem Reap
- Ta Proum
- Tonle Omm Gate
- Sonsam Kosal Killing Fields

#### Cina
- Pechino
- Grande Sala del Popolo
- Guilin
- Caolun, Hong Kong
- Fiume Li
- Qin Shi Huang
- Piazza Tienanmen, Pechino
- Xi'an

#### India
- Calcutta, Bengala Occidentale
- Chennai, Tamil Nadu
- Gange
- Ghat
- Kailashnath Temple
- National Museum of India, Nuova Delhi
- Vandharajan Temple, Varanasi
- Varanasi, Uttar Pradesh

#### Indonesia
- Bali
- Borobudur
- Candi Nandi
- Candi Perwara
- Gudang Garam Cigarette Factory, Kediri
- Kasunanan Palace
- Istiqlal Mosque, Giacarta
- Giava
- Kediri Tabanan
- Mancan Padi
- Valle del Monte Bromo
- Tampak Siring
- Tegal Allang
- Temple Gunung Kawi
- Uluwatu
- Yogyakarta

#### Iran
- Esfahan
- Moschea dello Scià
- Imam Reza shrine Mashhad
- Persepoli
- Shah Ceragh
- Shiraz

- Basilica del Santo Sepolcro, Gerusalemme
- Gerusalemme
- Muro Occidentale, Gerusalemme

#### Giappone
- Hotel a capsule
- Hokke-Ji Temple
- JVE Yokosuka Factory
- Kyōto
- Santuario Meiji
- Nagano
- Nara
- Nittaku
- Giardino Zen Ryōan-ji, Kyoto
- Sangho-ji Temple
- Stazione di Shinjuku, Tokyo
- Tokyo
- Tomoe Shizung & Hakutobo
- Yamanouchi
- Zoujou-Ji Temple

#### Kuwait
- Al Ahmadi
- Burgan
- Jahra Road, Mitla Ridge

#### Nepal
- Bhaktapur
- Boudnanath Stupa
- Durbar Square, Katmandu
- Hanuman Ghat
- Himalaya
- Katmandu
- Monte Everest
- Monte Thamserku
- Paśupati
- Swayambhu

#### Thailandia
- Ayutthaya
- Bang Pa-ln
- Bangkok
- NMB Factory
- Patpong
- Soi Cowboy
- Wat Arun
- Wat Suthat

#### Arabia Saudita
- La Mecca

### Oceania

#### Australia
- Isola Bathurst, Territorio del Nord
- Cocinda, Territorio del Nord
- Jim Jim Falls, Territorio del Nord
- Parco nazionale Kakadu, Territorio del Nord
- Kunwarde Hwarde Valley, Territorio del Nord

### Europa

#### Polonia
- Oświęcim (Auschwitz)
- Bytom

#### Francia
- Cattedrale di Chartres, Eure-et-Loir
- Cattedrale di Reims, Reims, Marna

#### Turchia
- Santa Sofia, Istanbul
- Mevlevi, Istanbul

#### Città del Vaticano
- Basilica di San Pietro